# Miriam Stadter
Miriam Stadter, geborene Miriam Haßler, (* 1987 in Münchberg) ist eine ehemalige deutsche Schauspielerin und Sängerin. Von 2006 bis 2008 spielte sie in mehreren Folgen der TV-Serie des BR Endlich Samstag! die Bandsängerin Maxine („Max“).

## Leben
Sie besuchte das musische E.T.A.-Hoffmann-Gymnasium in Bamberg, wo sie Querflöte lernte. Ihre aktuelle Band heißt Alice Wants Revenge. 

## Filmografie
- 2006–2008: Endlich Samstag!